# Microrregión de Coari
La microrregión de Coari es una de las microrregiones del estado brasilero del Amazonas perteneciente a la mesorregión del Centro Amazonense. Está dividida en seis municipios.

## Municipios
- Anamã
- Anori
- Beruri
- Caapiranga
- Coari
- Codajás.

- Datos: Q2100545